# Nelson (Wisconsin)
Nelson è un villaggio degli Stati Uniti d'America, situato in Wisconsin, nella contea di Buffalo.